# اسبگران
اسبگران یکی از روستاهای استان آذربایجان شرقی است که در دهستان آغمیون بخش مرکزی شهرستان سرآب واقع شده‌است. این روستا از شرق با سنزیق از سمت غرب تکلدان از شمال روستای فرکوش و طاران از جنوب با روستای هروان و جنوب شرقی روستای حسنجان از جنوب غربی روستای گنبدان مرز مشترک دارد.
رودخانه آجی‌چای (تلخه رود) از جوار شمالی روستا می‌گذرد و رودخانه شیرین‌چای با فاصله چند کیلومتری از شمال روستا جریان دارد که به علت خشکسالی های چند سال اخیر عملاً فصلی شده‌اند و چاه‌های عمیق و نیمه عمیق بیش از حد شرایط آب زراعی نا مناسبی نسبت به بقیه روستاهای اطراف دارد.
بیشتر محصول این روستا غلات (گندم و جو) و شبدر و یونجه می‌باشد. در جنوب این روستا منطقه وسیعی شوره‌زار (چول زمی) هست و در قسمت جنوب شرقی در مرز سنزیق و حسنجان چمنزار وسیعی بین تپه «دیک آرقاش» و «بابابوزی» به نام شور چمن وجود دارد که محل چرای دامهای اهالی می‌باشد؛ و کار اصلی ساکنان روستا کشاورزی و دامداری است که جزو خرده کشاورزان و دامداران محسوب می‌شوند.
اهالی این روستا دارای مذهب شیعه هستند. این روستا جزو روستاهای به شدت مهاجر فرست می‌باشد. از طریق یک جاده آسفالت به جاده اردبیل سرآب وصل می‌شود که اصلی‌ترین مسیر تردد به خارج از روستا است ولی جاده‌های خاکی مستقلی به روستاهای تکلدان و جاده دهستان ملایعقوب دارد.